# Право на працю
Право на працю — одне з економічних прав людини. Визнане в статті 23 Загальної декларації прав людини, статті 6 Міжнародного пакту про економічні, соціальні і культурні права, статті 1 Європейської соціальної хартії, статті 6 Сан-Сальвадорського протоколу до Американської конвенції про права людини, статті 15 Африканської хартії прав людини і народів. Закріплювалося в статті 118 Конституції СРСР 1936 року, статті 40 Конституції СРСР 1977 року. У статті 43 Конституції України закріплене «право на працю, що включає можливість заробляти собі на життя працею, яку він вільно обирає або на яку вільно погоджується».
Стаття 43. Кожен має право на працю, що включає можливість заробляти собі на життя працею, яку він вільно обирає або на яку вільно погоджується.
Держава створює умови для повного здійснення громадянами права на працю, гарантує рівні можливості у виборі професії та роду трудової діяльності, реалізовує програми професійно-технічного навчання, підготовки і перепідготовки кадрів відповідно до суспільних потреб.
Використання примусової праці забороняється. Не вважається примусовою працею військова або альтернативна (невійськова) служба, а також робота чи служба, яка виконується особою за вироком чи іншим рішенням суду або відповідно до законів про воєнний і про надзвичайний стан.
Кожен має право на належні, безпечні і здорові умови праці, на заробітну плату, не нижчу від визначеної законом.
Використання праці жінок і неповнолітніх на небезпечних для їхнього здоров'я роботах забороняється.
Громадянам гарантується захист від незаконного звільнення.

Право на своєчасне одержання винагороди за працю захищається законом.
Загальна декларація прав людини (ООН, 1948 рік) у статті 23 проголошує, що кожна людина має право на працю, на вільний вибір роботи, на справедливі і сприятливі умови праці та на захист від безробіття; на рівну оплату за рівну працю; кожен працюючий має право на справедливу і задовільну винагороду, яка забезпечує гідне людини існування, її самої та її сім'ї, і яка в разі необхідності доповнюється іншими засобами соціального забезпечення. Для захисту своїх інтересів кожна людина має право створювати професійні спілки і входити до професійних спілок.
Європейська соціальна хартія (переглянута) (1996 рік) у статті 1 передбачає право на працю, для забезпечення ефективного здійснення якого Сторони зобов'язуються:
1. визнати однією зі своїх найголовніших цілей i одним зі своїх найголовніших обов'язків досягнення та підтримання якомога високого i стабільного рівня зайнятості, маючи на меті досягнення повної зайнятості;
2. ефективно захищати право працівника заробляти собі на життя професією, яку він вільно обирає;
3. створювати безкоштовні служби працевлаштування для всіх працівників або забезпечувати їхнє функціонування;
4. забезпечувати належну професійну орієнтацію, підготовку та перекваліфікацію або сприяти їм.

Згідно з Міжнародним пактом про економічні, соціальні і культурні права (ООН, 1966 рік), кожна людина має право на працю, що включає її право на отримання можливості заробляти на життя працею, а держава повинна вживати заходів з метою повного здійснення цього права (ст. 6).

## Наукові праці
- Лукашевич, В. М. «Економіка праці та соціально-трудові відносини.» К.: Знання,–2001.–231 с (2004).
- Гетьманцева, Н. Д., and І. Г. Козуб. «Засіб, спосіб і форма захисту трудових прав.» Адвокат 11 (2009): 37-42.
- Пустовіт, Жанна Миколаївна. «Основні соціальні права та свободи людини і громадянина в Україні.» ІНТЕГРАЦІЙНИХ ПРОЦЕСІВ (2001): 117.
- Костюк, В. Л. «Конституційне право на працю у новітніх умовах сьогодення: науково-правовий аспект.» Часопис Національного університету Острозька академія. Сер.: Право 2 (2014).
- Попов, Сергій Вікторович. Правовий механізм реалізації конституційного права на працю в сучасних умовах. Diss. СВ Попов, 2010.
- Hunnicutt, Benjamin. Work without end: Abandoning shorter hours for the right to work. Temple University Press, 1988.
- Ellwood, David T., and Glenn Fine. «The impact of right-to-work laws on union organizing.» Journal of Political Economy 95.2 (1987): 250—273.
- Farber, Henry S. «Right-to-work laws and the extent of unionization.» Journal of Labor Economics 2.3 (1984): 319—352.
- Moore, William J. «The determinants and effects of right-to-work laws: A review of the recent literature.» Journal of Labor Research 19.3 (1998): 445—469.